# Număr centrat triunghiular

Un număr centrat triunghiular este un număr figurativ centrat care reprezintă un triunghi cu un punct în centru și toate celelalte puncte care înconjoară centrul în straturi triunghiulare succesive. Numărul centrat triunghiular pentru n este dat de formula
{\displaystyle {\frac {3n^{2}+3n+2}{2}}.}
Următoarea imagine arată construirea numerelor centrate triunghiulare folosind figurile asociate: la fiecare pas, figura anterioară, prezentată în roșu, este înconjurată de un triunghi de puncte noi, în albastru.
Primele numere centrate triunghiulare sunt:
1, 4, 10, 19, 31, 46, 64, 85, 109, 136, 166, 199, 235, 274, 316, 361, 409, 460, 514, 571, 631, 694, 760, 829, 901, 976, 1054, 1135, 1219, 1306, 1396, 1489, 1585, 1684, 1786, 1891, 1999, 2110, 2224, 2341, 2461, 2584, 2710, 2839, 2971, ...